# Araliopsis
Araliopsis é um género botânico pertencente à família Rutaceae.

## Espécies
- Araliopsis andamanica
- Araliopsis soyauxii
- Araliopsis tabouensis
- Araliopsis trifoliolata